# SSV Neustadt/Sachsen
Der Städtische Sportverein Neustadt/Sachsen betreibt hauptsächlich Fußball. Er hat seinen Sitz im ostsächsischen Neustadt in Sachsen.

## Fußballerischer Werdegang

### Anfänge
Am 31. Januar 1912 gründete der Neustädter Turnverein eine Spielabteilung Fußball. 1921 schlossen sich die Fußballer des Turnvereins dem nach dem Ersten Weltkrieg gegründeten Neustadt-Langburkersdorfer Sportclub (NLSC) an. Auf dem Sportplatz Friedrich-Mildner-Straße nahmen sie am Spielbetrieb in der 2. Kreisklasse teil. 1931 trennten sich die Fußball- und Damenhandball-Abteilungen vom NLSC und gründeten die Spielvereinigung Neustadt. Die Fußballmannschaft gewann 1932 die II-b-Klassen-Meisterschaft im Fußballgau Oberlausitz.

### Betriebssportgemeinschaft

#### Kreisligafußball
Aufgrund der Direktive Nr. 23 des Alliierten Kontrollrats der Besatzungsmächte wurden zum 1. Januar 1946 alle Sportvereine aufgelöst. Sportwettkämpfe durften nur noch in locker organisierter Form auf Kreisebene durchgeführt werden. In Neustadt genehmigte der sowjetische Ortskommandant im Juli 1945 den Spielbetrieb für eine Fußballmannschaft, worauf die Sportgemeinschaft Neustadt gründete. Sie nahm am 3. Juli 1947 der Sportplatz an der Wilhelm-Kaulisch-Straße in Betrieb. Über das Niveau der Kreisliga kam die Mannschaft zunächst jedoch nicht hinaus. Nach der Neuorganisation des ostdeutschen Sports auf der Ebene von Betriebssportgemeinschaften (BSG) wurde im Sommer 1949 unter der Trägerschaft des Landmaschinenwerkes Neustadt die BSG Stahl Neustadt ins Leben gerufen. Später in BSG Motor umbenannt, stand sie in Konkurrenz zur bestehenden SG Neustadt.
Erst 1957 entschloss man sich, die Kräfte zu konzentrieren und führte beide Gemeinschaften unter dem Namen BSG Einheit Neustadt zusammen. Gespielt wurde auch nach der Fusion weiterhin in der Kreisklasse, erst 1963 gelang der Aufstieg in die Bezirksklasse (4. Liga). 1970 wurde als neue Spielstätte das 6000 Zuschauer fassende Stadion der Landmaschinenbauer eingeweiht. Um die Trägerschaft des Kombinats Landmaschinen Fortschritt deutlicher herausstreichen zu können, nahm die BSG im gleichen Jahr den Namen BSG Fortschritt an.

#### Aufstieg mit Kern und Co.
1976 übernahm der ehemalige Oberligaspieler Joachim Kern von Dynamo Dresden das Training der Neustädter. Mit ihm begann die erfolgreichste Phase der Mannschaft. 1978 gelang der Aufstieg in die Bezirksliga Dresden. 1981 schloss sich der bei Dynamo Dresden wegen versuchter Republikflucht ausgeschlossene 21-fache Nationalspieler Peter Kotte der Mannschaft an. Mit ihm wurde 1982 die Bezirksmeisterschaft gewonnen. Damit hatte sich Neustadt für die zweitklassige DDR-Liga qualifiziert, musste aber auf Kotte verzichten, der auf Lebenszeit für die 1. und 2. Liga gesperrt war. Der übrige Kader war nicht zweitligatauglich, und so stieg die Mannschaft am Ende der Saison 1982/83 als Tabellenletzter wieder in die Bezirksliga ab. Obwohl Kotte nun wieder spielberechtigt war und der aus gleichen Gründen wie Kotte in Dresden ausgeschlossene viermaligen Nationalspieler Matthias Müller hinzukam, gelang Neustadt nicht mehr der Aufstieg in die DDR-Liga. Zwar wurde man 1985, 1988 und 1989 Bezirksmeister, doch die Mannschaft scheiterte jedes Mal in den Aufstiegsrunden. 1989 spielte einige Monate mit Torwart Jens Ramme ein weiterer Oberliga-Spieler bei Fortschritt (12-mal bei Dynamo Dresden, später 5-mal bei Fortschritt Bischofswerda).

### Städtischer Sportverein
Nach der politischen Wende von 1989 entfiel die Sportförderung durch das Landmaschinenkombinat, sodass die Betriebssportgemeinschaft in eine andere Struktur überführt werden musste. 1990 gründeten ehemalige BSG-Mitglieder den Städtischen Sportverein Fortschritt Neustadt, der 1996 nach Liquidation des Landmaschinenwerkes den Zusatz Fortschritt ablegte und ab 2002 als SSV Neustadt/Hohwald auftrat. Mit dem Spieljahr 1990/91 wurde die Fußballmannschaft in die damals drittklassige Landesliga Sachsen eingegliedert. Nach einem 2., 11. und 14. Platz musste 1993 der Abstieg in die Bezirksliga Dresden, nach der Neuordnung des Spielbetriebes 6. Liga, hingenommen werden. Dort verharrte die Mannschaft, bis 2002 der Wiederaufstieg in die Bezirksliga gelang. Seit 2006 spielt der SSV Neustadt wieder in der Bezirksklasse. In der Saison 2017/2018 holte der SSV Neustadt/Sachsen unter Trainer Udo Schmuck den Kreispokal des KVF Sächsische Schweiz-Osterzgebirge nach einem 2:1-Sieg über den 1. FC Pirna.